# سید حسین بروجردی (رجالی)
سیدحسین بروجردی از علمای امامیه در قرن سیزدهم و صاحب منظومه‌ای در رجال است.

## زندگی
او در شوّال سال ۱۲۳۸ در شهر بروجرد زاده شد. پدر او سیدمحمدرضا نام داشت، که از روحانیون زمان خود بود، که از سید عبدالله شبر اجازه حدیثی گرفته بود. او در شهرهای بروجرد،نجف و کربلابه تحصیل فقه،اصول،تفسیر و رجال پرداخت و به مراتب بلند علمی دست یافت. او در سال ۱۲۷۷ یا ۱۲۶۶ در شهر بروجرد درگذشت.

## استادان
- صاحب جواهر
- محمد حسن کاشف الغطاء
- سید جعفر دارابی
- سید شفیع جاپلقی

## علّتِ شهرت
شهرت او بیشتر به دلیل سرودن منظومه‌ای است در ۱۳۱۳ بیت در علم رجال به نام زبدةالمقال (یا نخبةالمقال) که از دقت و ایجاز و فصاحت برخوردار است.
محدث قمی تاریخ درگذشت عالمان مشهور را از این کتاب نقل کرده است.
این منظومه درسال۱۲۶۰ سروده شده است و به همراه رساله‌ای دیگر به نام فی النسب و الالقاب و الکنی به نثر چاپ شده است. او تفسیر بزرگی نیز داشته است.